# Skapelsen (Haydn)

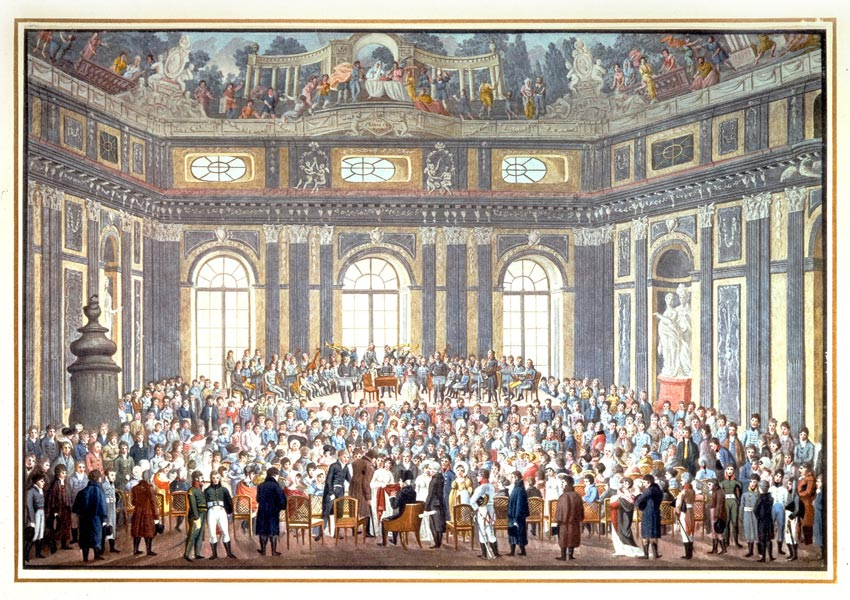
Haydn (sittande nederst i hatt och peruk) i samband med ett framförande av Skapelsen i Wien 1808.

Skapelsen (tyska: Die Schöpfung), Hob.XXI:2,  är ett oratorium i tre delar för solister, kör och orkester med musik av Joseph Haydn och text av baron Gottfried van Swieten efter John Miltons Det förlorade paradiset och Bibeln. Verket skrevs 1796–98 och uruppfördes under tonsättarens ledning den 29 mars 1798 vid en privat konsert på Palais Schwarzenberg i Wien. Det första offentliga framförandet ägde rum på Burgtheater den 19 mars 1799. Noterna, som publicerades av Haydn år 1800, hade både tysk och engelsk text och Skapelsen är därmed det första tvåspråkiga större verket.
Skapelsen är skriven för tre sångsolister (sopran, tenor och bas), fyrstämmig kör (sopran, alt, tenor och bas) och en stor senklassisk orkester med tre flöjter, två oboer, två klarinetter, två fagotter, en kontrafagott, två valthorn, två trumpeter, tre tromboner, pukor och en stråkgrupp med första och andra violin, viola, cello och kontrabas. Till recitativen används en cembalo eller ett hammarklaver.
Del ett beskriver de första fyra dagarna av skapelseberättelsen och del två  dag 5 och 6. Tredje delen utgörs av Adam och Evas dagar i paradiset.
|  |
|  |